# Paul Gelting
Paul Emil Elliot Gelting (30. marts 1905 i Åkirkeby – 18. februar 1964 i Karlskrona) var en dansk økolog, botaniker og likenolog. Han var især virksom i Grønland.

## Livsløb
Paul Gelting blev student fra Rønne Statsskole i 1923 og cand.mag. fra Københavns Universitet i 1931 i fagene naturhistorie og geografi. Han deltog 1931-1934 som botaniker i Den danske Treårsekspedition til Østgrønland 1931-34 under ledelse af Lauge Koch.
I 1937 blev han dr.phil. fra Københavns Universitet på sin afhandling om fjeldrypen fødevalg, baseret på observationer fra Treårsekspeditionen. Han var på ny på ekspedition 1938-1939; denne gang i Eigil Knuths Dansk Nordøstgrønlandsekspedition.
Han blev derefter adjunkt på Falkonergårdens Gymnasium på Frederiksberg og samtidig universitetsadjunkt i botanik ved Københavns Universitet. Da Morten P. Porsild i 1946 gik af som leder af Arktisk Station i Qeqertarsuaq, blev Gelting ansat som efterfølger. Denne stilling indebar samtidig at han var Grønlandsdepartementets sagkyndige i naturvidenskabelige spørgsmål. Han forblev på posten til 1954, hvorefter han slog sig ned i Danmark som gymnasielektor ved Aurehøj Gymnasium i Gentofte, med orlov 1958-1959 hvor han var nordisk docent ved Uppsala Universitet. Han døde af en hjerneblødning, kun 59 år gammel.

## Udvalgte videnskabelige værker
Gelting skrev en række videnskabelige afhandlinger om karplanter, laver og alger, om økologi og plantegeografi.
- Gelting, P. (1934) Studies on the vascular plants of East Greenland between Franz Josef Fjord and Dove Bay (73°20'-76°20' N). Meddelelser om Grønland 101: 1-340.
- Gelting, P. (1937) Studies on the food of the East Greenland ptarmigan especially in its relation to vegetation and snow-cover. Meddelelser om Grønland 116 (1): 1-196.
- Gelting, P. (1937) On Lithoderma fatiscens Areschoug and L. fatiscens Kuckuk. Especially in its relation to vegetation and snow-cover. Meddelelser om Grønland 116 (3): 1-196.
- Gelting, P. (1939) Karplanternes vertikale Udbredelse i Nordøstgrønland i Forhold til Isfremstød og Epirogenese (The vertical distribution of plants in Northeast Greenland in relation to glacier advance and land uplift). Nordiska (19. skandinaviska) naturforskarmötet i Helsingfors den 11-15 augusti 1936: 3 pp.
- Gelting, P. (1941) Über pleistozäne Pflanzenrefugien in Grønland (On Pleistocene refugia for plants in Greenland). Mitteilungen der Naturforschenden Gesellschaft Schaffhausen 17: 74-96.
- Gelting, P. (1956) Parmelia subaurifera Nyl. and P. fraudans (Nyl.) Nyl. in Greenland. Friesia 3-5: 240-246.

## Øvrige skrifter
Udover sine videnskabelige værker, skrev Gelting også til et bredere publikum. Han var medforfatter til bind 5 om "Mosser, Laver, Svampe, Alger" af flerbindværket "Vilde Planter i Norden" (1951). Han skrev en række avisartikler om Bornholm, om øens flora og om bornholmske stednavne.
- Gelting, P. (1942) Aakirke Klint, i: Smaa afhandlinger om Bornholm til Peter Thorsen 8. Juli 1942. Rønne, Colbergs eftfl. Bogtrykkeri. 12 s.
- Gelting, P. (1936) Lidt om Vegetation, Snedække og Vindvirkning i Forhold til Hævninger og Sænkninger af Clavering Øen. Naturens Verden 20: 108—119.

Standard auktorbetegnelse for arter beskrevet af Paul Gelting: Gelting.